# Elburgan
Elburgan (ros. Эльбурган) – auł w Rosji, w Karaczajo-Czerkiesji, w rejonie abazyńskim. W 2021 liczył 2507 mieszkańców, głównie Abazynów.